# Elophila interruptalis
Elophila interruptalis là một loài bướm đêm trong họ Crambidae.